# ASK Pajngrt
ASK Pajngrt, odnosno "nogometni klub Pajngrt" je nogometni klub iz Austrije, iz Pajngrta. 
Klub je oko kojeg se okupljaju gradišćanski Hrvati, hrvatska manjina u Austriji.

## Povijest
Osnovan je 1945. godine. Od Od 1972. godine do danas igrao je u Zemaljskoj ligi, najvišoj ligi Gradišća. Pajngrčani su sezone 1985./1986. po prvi put postali prvacima (meštrima), a potom su uslijedile još četire daljnje meštarske titule, od kojih je zadnja bila sezone 2008./2009. ASK Pajngrt je i trikrat Hrvatski nogometni kup gradišćanskih Hrvata, i to 1995. 1996. i 2001. godine.
U Regionalnoj ligi istok ASK Pajngrt je 1999./2000. bio doprvak. Iste je sezone klubu izgorilo gledalište. Pomoću općine obnovljeno je igralište Franjo Kovačić.
Prestao djelovati 30. lipnja 2014. zbog gospodarstvenih i financijskih razloga: premalo seoskih igrača i premalo sponzora.

## Klupski uspjesi
- gradišćanskohrvatski nogometni kup: 
prvaci: 1995. 1996. i 2001.
doprvaci: 1991., 1995., 1996., 1997., 2002.
- prvaci Zemaljske lige Gradišća: 1985./1986., ?, ?, ?
- gradišćansko prvenstvo u malom nogometu:

## Vanjske poveznice
- ASK Pajngrt  Arhivirana inačica izvorne stranice od 16. prosinca 2014. (Wayback Machine) (poveznica neaktivna)